# Aeropuerto Internacional Bradley
Para la Terminal Internacional Tom Bradley véase Aeropuerto Internacional de Los Ángeles
El Aeropuerto Internacional Bradley (IATA: BDL, OACI: KBDL, FAA LID: BDL), (del inglés: Bradley International Airport), es un aeropuerto internacional público en Windsor Locks, Connecticut. Propiedad y operación de la Autoridad Aeroportuaria de Connecticut, es el segundo aeropuerto más grande de Nueva Inglaterra.
El aeropuerto está a medio camino entre Hartford, Connecticut y  Springfield, Massachusetts. Es el aeropuerto comercial más transitado de Connecticut y el segundo aeropuerto más transitado de Nueva Inglaterra después del Aeropuerto Internacional Logan de Boston, con más de 6.75 millones de pasajeros en 2019. Las cuatro aerolíneas más importantes del Aeropuerto Internacional Bradley son Southwest, Delta, JetBlue y American con cuotas de mercado del 29%, 19%, 15% y 14%, respectivamente. Como instalación militar de doble uso con la Fuerza Aérea de los Estados Unidos, el aeropuerto alberga el Ala de Transporte Aéreo 103d (103 AW) de la Guardia Nacional Aérea de Connecticut.
Bradley fue originalmente calificado como la "Puerta de entrada a Nueva Inglaterra" y alberga el Museo del Aire de Nueva Inglaterra. En 2016, Bradley International lanzó su nueva marca, "Love the Journey". En 2019, Bradley fue el aeropuerto comercial número 55 con más tráfico en los Estados Unidos, por pasajeros embarcados.
El Plan Nacional de Sistemas Aeroportuarios Integrados de la Administración Federal de Aviación (FAA) para 2017-2021 lo clasificó como una instalación de servicio comercial primario de centro medio.
La antigua cadena de tiendas departamentales de descuento Bradlees recibió el nombre del aeropuerto, ya que muchas de las primeras reuniones de planificación se llevaron a cabo allí.

## Instalaciones
El Aeropuerto Internacional Bradley cubre 984 ha (2,432 acres) a una altitud de 53 m (173 pies). Tiene tres pistas de asfalto: 6/24 es de 2,899 × 61 m (9,510 por 200 pies); 15/33 es de 2,087 × 46 m (6,847 por 150 pies); 1/19 es de 1,301 × 30 m (4,269 por 100 pies).
En el año que terminó el 31 de marzo de 2016, el aeropuerto tuvo 93,678 operaciones de aeronaves, con un promedio de 257 por día: 61% comerciales, 21% taxi aéreo, 16% aviación general y 3% militar. Entonces, 64 aviones tenían su base en este aeropuerto: 48% jet, 31% militar, 3% multimotor, 11% helicóptero y 6% monomotor.

## Terminales
El aeropuerto tiene una terminal con dos sala: Sala Este (puertas 1 a 12) y Sola Oeste (puertas 20-30). La Sala Este (puertas 1 a 12) alberga a Aer Lingus, Air Canada, Delta, JetBlue y Southwest. Mientras la Sala Oeste (puertas 20-30) alberga a American, Frontier, Spirit y United.
El tercer piso de la terminal A alberga las oficinas administrativas de la Autoridad Aeroportuaria de Connecticut.

### Antigua Terminal
La Terminal B, conocida como Terminal Murphy, se inauguró en 1952 y se cerró al uso de pasajeros en 2010. Se demolió lentamente a partir de finales de 2015 y hasta principios de 2016. Albergó las oficinas administrativas de la CAA y la TSA hasta su demolición.
El Edificio de Aduanas que se utiliza para los vuelos internacionales que llegan se ha denominado Terminal B hasta que se reconstruya una nueva Terminal B con 24 puertas.

## Aerolíneas y destinos

### Pasajeros
| Aerolíneas           | Destinos |
| -------------------- | --- |
| Aer Lingus           | Dublín |
| American Airlines    | Charlotte, Chicago–O'Hare, Dallas/Fort Worth, Miami, Washington–National Estacional: Filadelfia |
| American Eagle       | Chicago–O'Hare, Filadelfia, Washington–National |
| Avelo Airlines       | Cancún, Montego Bay Estacional: Punta Cana |
| BermudAir            | Bermudas (finaliza el 26 de octubre de 2025) |
| Breeze Airways       | Charleston (SC), Columbus–Glenn, Daytona Beach, Fort Myers, Jacksonville (FL), Las Vegas, New Bern, Norfolk, Pittsburgh, Raleigh/Durham, Richmond, Sarasota, Savannah, Tampa, Vero Beach, Wilmington (NC) Estacional: Cincinnati, Greensboro, Greenville/Spartanburg, Myrtle Beach, Orlando, Phoenix–Sky Harbor |
| Delta Air Lines      | Atlanta, Detroit, Mineápolis/St. Paul |
| Frontier Airlines    | Miami, Orlando, San Juan, Tampa Estacional: Atlanta |
| JetBlue Airways      | Fort Lauderdale, Fort Myers, Nueva York–JFK, Orlando, San Juan, Tampa, West Palm Beach |
| Southwest Airlines   | Baltimore, Chicago–Midway, Denver, Nashville, Orlando, Tampa Estacional: Fort Lauderdale, Fort Myers |
| Spirit Airlines      | Detroit, Nashville Estacional: Fort Lauderdale, Myrtle Beach, Orlando |
| Sun Country Airlines | Estacional: Mineápolis/St. Paul |
| United Airlines      | Chicago–O'Hare, Denver, Washington–Dulles |
| United Express       | Washington–Dulles Estacional: Chicago–O'Hare |

### Carga

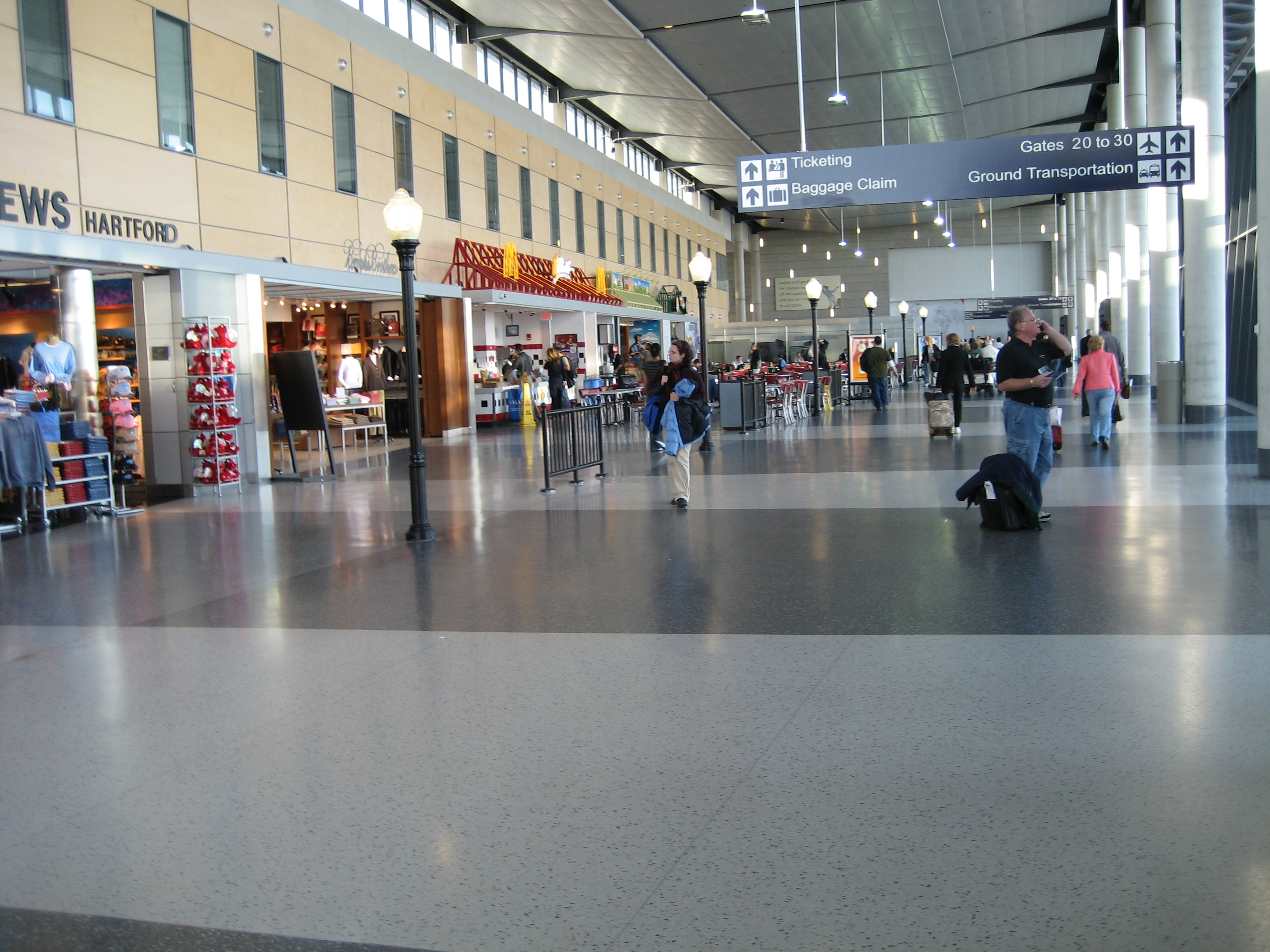
Patio de comidas y sala de compras que conectan las Salas Este y Oeste de la Terminal A.

| Aerolíneas    | Destinos |
| ------------- | --- |
| Amazon Air    | Chicago/Rockford, Cincinnati, Ontario, Wilmington (OH) |
| DHL Aviation  | Rochester (NY) Estacional: Cincinnati |
| FedEx Express | Allentown, Indianápolis, Memphis, Providence Estacional: Búfalo, Mánchester (NH)                                                                                               |
| UPS Airlines  | Chicago/Rockford, Louisville, Filadelfia, Ontario, Siracusa Estacional: Búfalo, Chicago/Gary, Dallas/Fort Worth, Harrisburg, Mánchester (NH), Newark, Nueva York–JFK, Siracusa |

### Destinos internacionales
Se ofrece servicio a 6 destinos internacionales, a cargo de 5 aerolíneas.
| Ciudades por países                                          | Nombre del aeropuerto                        | Aerolíneas                                    |              |              |              |
| Norteamérica                                                 | Norteamérica                                 | Norteamérica                                  | Norteamérica | Norteamérica | Norteamérica |
| ------------------------------------------------------------ | -------------------------------------------- | --------------------------------------------- | ------------ | ------------ | ------------ |
| México (1 destino, 1 aerolínea)                              |                                              |                                               |              |              |              |
| Cancún                                                       | Aeropuerto Internacional de Cancún           | Avelo Airlines                                |              |              |              |
| El Caribe                                                    |                                              |                                               |              |              |              |
| Bermudas (1 destino, 1 aerolínea)                            |                                              |                                               |              |              |              |
| Hamilton                                                     | Aeropuerto Internacional L.F. Wade           | BermudAir (finaliza el 26 de octubre de 2025) |              |              |              |
| Jamaica (1 destino, 1 aerolínea)                             |                                              |                                               |              |              |              |
| Montego Bay                                                  | Aeropuerto Internacional Sir Donald Sangster | Avelo Airlines                                |              |              |              |
| Puerto Rico (1 destino, 2 aerolíneas)                        |                                              |                                               |              |              |              |
| San Juan                                                     | Aeropuerto Internacional Luis Muñoz Marín    | Frontier Airlines / JetBlue Airways           |              |              |              |
| República Dominicana (1 destino [1 estacional], 1 aerolínea) |                                              |                                               |              |              |              |
| Punta Cana                                                   | Aeropuerto Internacional de Punta Cana       | Avelo Airlines (Estacional)                   |              |              |              |
| Europa                                                       |                                              |                                               |              |              |              |
| Irlanda (1 destino, 1 aerolínea)                             |                                              |                                               |              |              |              |
| Dublín                                                       | Aeropuerto de Dublín                         | Aer Lingus                                    |              |              |              |
| Total: 6 destinos, 6 países, 5 aerolíneas                    |                                              |                                               |              |              |              |

## Estadísticas

### Rutas más transitadas
| Número | Ciudad                        | Pasajeros | Aerolínea                                                               |
| ------ | ----------------------------- | --------- | ----------------------------------------------------------------------- |
| 1      | Atlanta, Georgia              | 337,000   | Delta Air Lines                                                         |
| 2      | Orlando, Florida              | 295,000   | Frontier Airlines, JetBlue Airways, Southwest Airlines, Spirit Airlines |
| 3      | Charlotte, Carolina del Norte | 278,000   | American Airlines, American Eagle                                       |
| 4      | Baltimore, Maryland           | 221,000   | Southwest Airlines                                                      |
| 5      | Chicago, Illinois             | 220,000   | American Airlines, American Eagle, United Airlines, United Express      |
| 6      | San Juan, Puerto Rico         | 152,000   | Frontier Airlines, JetBlue Airways                                      |
| 7      | Tampa, Florida                | 145,000   | Breeze Airways, Frontier Airlines, JetBlue Airways, Southwest Airlines  |
| 8      | Detroit, Míchigan             | 130,000   | Delta Air Lines, Delta Connection                                       |
| 9      | Washington D. C.              | 129,000   | American Airlines, American Eagle                                       |
| 10     | Mineápolis, Minnesota         | 124,000   | Delta Air Lines, Sun Country Airlines                                   |

### Tráfico anual
| Año  | Pasajeros embarcados | % cambio | Movimientos de aeronaves | % cambio |
| ---- | -------------------- | -------- | ------------------------ | -------- |
| 1977 | 2,900,000            | n/a      | 70,000                   | n/a      |
| 2000 | 3,651,943            | n/a      | 169,736                  | n/a      |
| 2001 | 3,416,243            | 6.45%    | 165,029                  | 2.77%    |
| 2002 | 3,221,081            | 5.7%     | 146,592                  | 11.17%   |
| 2003 | 3,098,556            | 1.8%     | 135,246                  | 3.8%     |
| 2004 | 3,326,461            | 7.36%    | 144,870                  | 7.11%    |
| 2005 | 3,617,453            | 8.75%    | 156,090                  | 7.7%     |
| 2006 | 3,409,938            | 5.74%    | 149,517                  | 30.3%    |
| 2007 | 3,231,374            | 5.2%     | 141,313                  | 5.48%    |
| 2008 | 3,006,362            | 6.96%    | 122,837                  | 13.0%    |
| 2009 | 2,626,873            | 12.62%   | 105,594                  | 14.03%   |
| 2010 | 2,640,155            | 0.51%    | 103,516                  | 1.96%    |
| 2011 | 2,772,315            | 5.01%    | 106,951                  | 3.31%    |
| 2012 | 2,647,610            | 4.50%    | 99,019                   | 7.41%    |
| 2013 | 2,681,181            | 1.26%    | 95,963                   | 3.08%    |
| 2014 | 2,913,380            | 8.66%    | 96,477                   | 0.53%    |
| 2015 | 2,926,047            | 0.43%    | 93,507                   | 3.07%    |
| 2016 | 3,025,166            | 1.9%     |                          |          |
| 2017 | 3,214,976            | 6.3%     |                          |          |
| 2018 | 3,330,734            | 3.6%     |                          |          |
| 2019 | 3,379,093            | 1.4%     |                          |          |
| 2020 | 1,208,233            | 64.0%    |                          |          |
| 2021 | 2,308,733            | 91.0%    |                          |          |
| 2022 | 2,885,124            | 24.97%   |                          |          |
| 2023 | 3,118,359            | 8.1%     |                          |          |
| 2024 | 3,327,272            | 6.7%     |                          |          |

## Aeropuertos cercanos
Los aeropuertos más cercanos son:
- Aeropuerto de Hartford Brainard (23 km)
- Aeropuerto Regional Tweed-New Haven (76 km)
- Aeropuerto Regional de Worcester (76 km)
- Aeropuerto T. F. Green (106 km)
- Aeropuerto Internacional Stewart (126 km)